# Известковое (Оренбургская область)
Известко́вое — село в Сакмарском районе Оренбургской области, взодит в состав Краснокоммунарского поссовета.

## География
Село находится на левобережье реки Сакмара, на расстоянии примерно 5 км (по прямой) к юго-западу от села Сакмара, административного центра района.

## Население
| 2010 | 2021 |
| ---- | ---- |
| 88   | ↗92  |

### Национальный состав
Согласно результатам переписи 2002 года, в национальной структуре населения русские составляли 88 % из 73 чел.

## Достопримечательности
- Гора Гребени и одноименная горнолыжная база[4]
- Остатки печей по обжигу извести